# Dolina Siwa

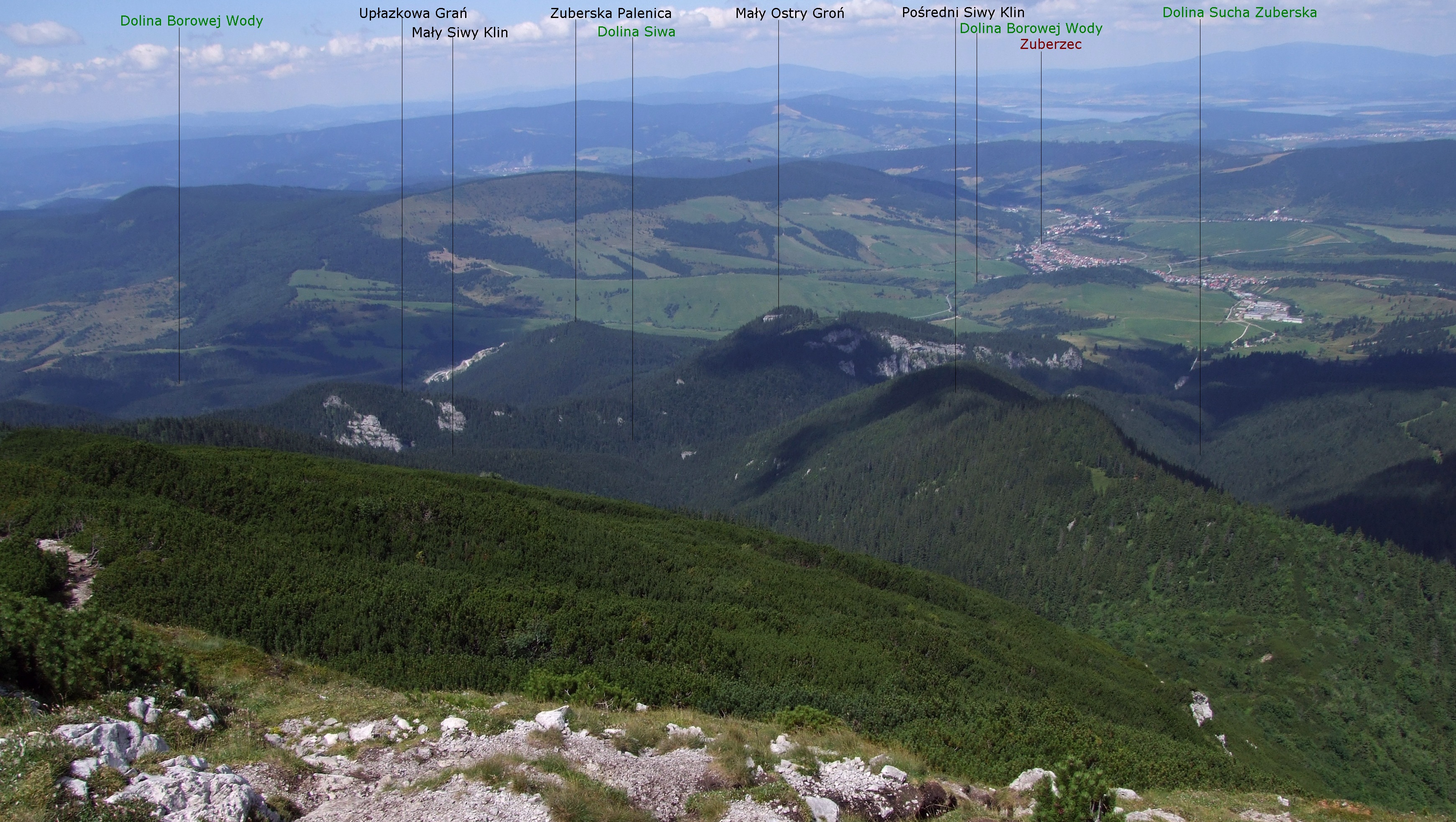
Dolina Siwa, widok z Siwego Wierchu

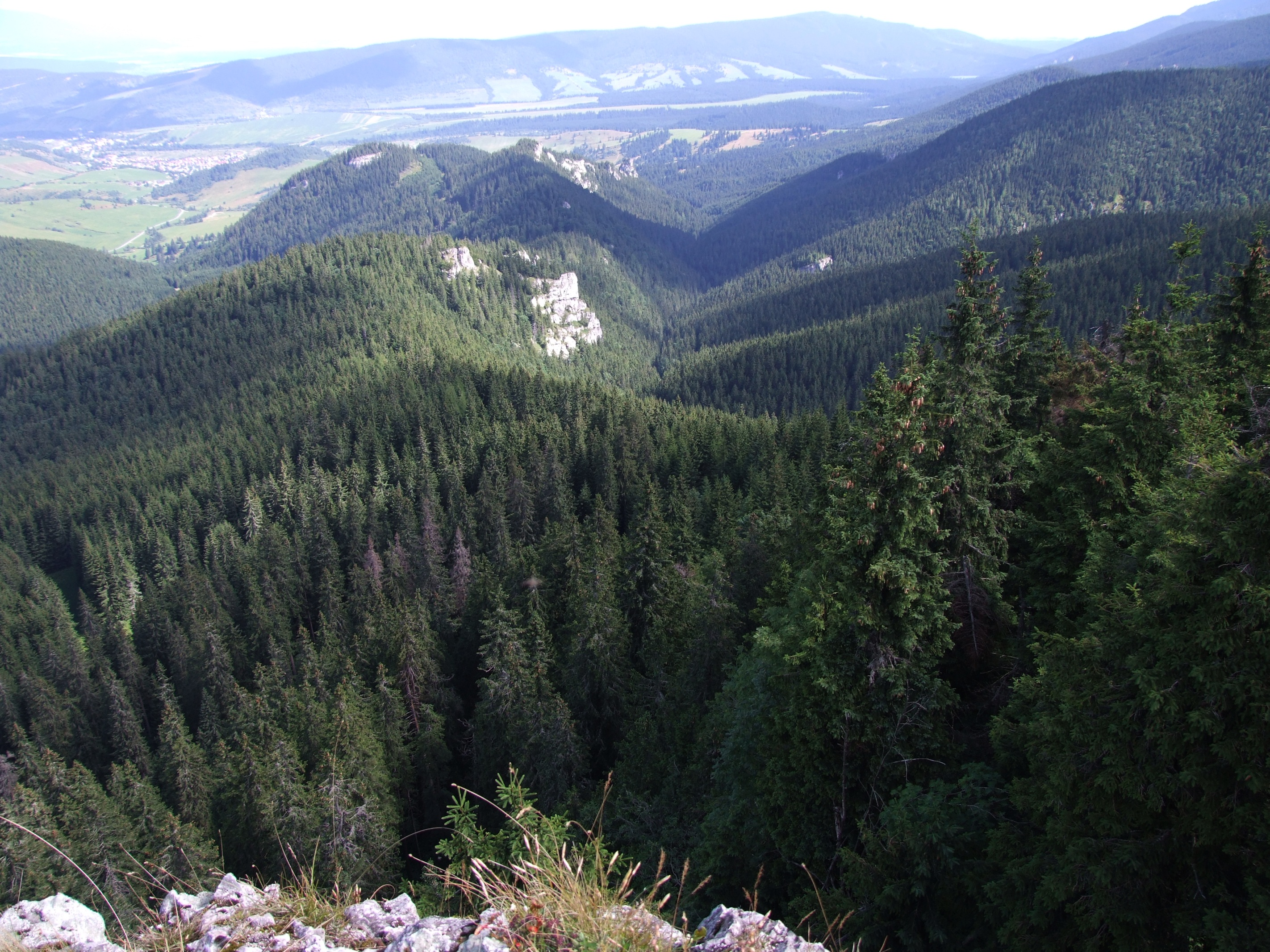
Dolina Siwa, widok z Białej Skały

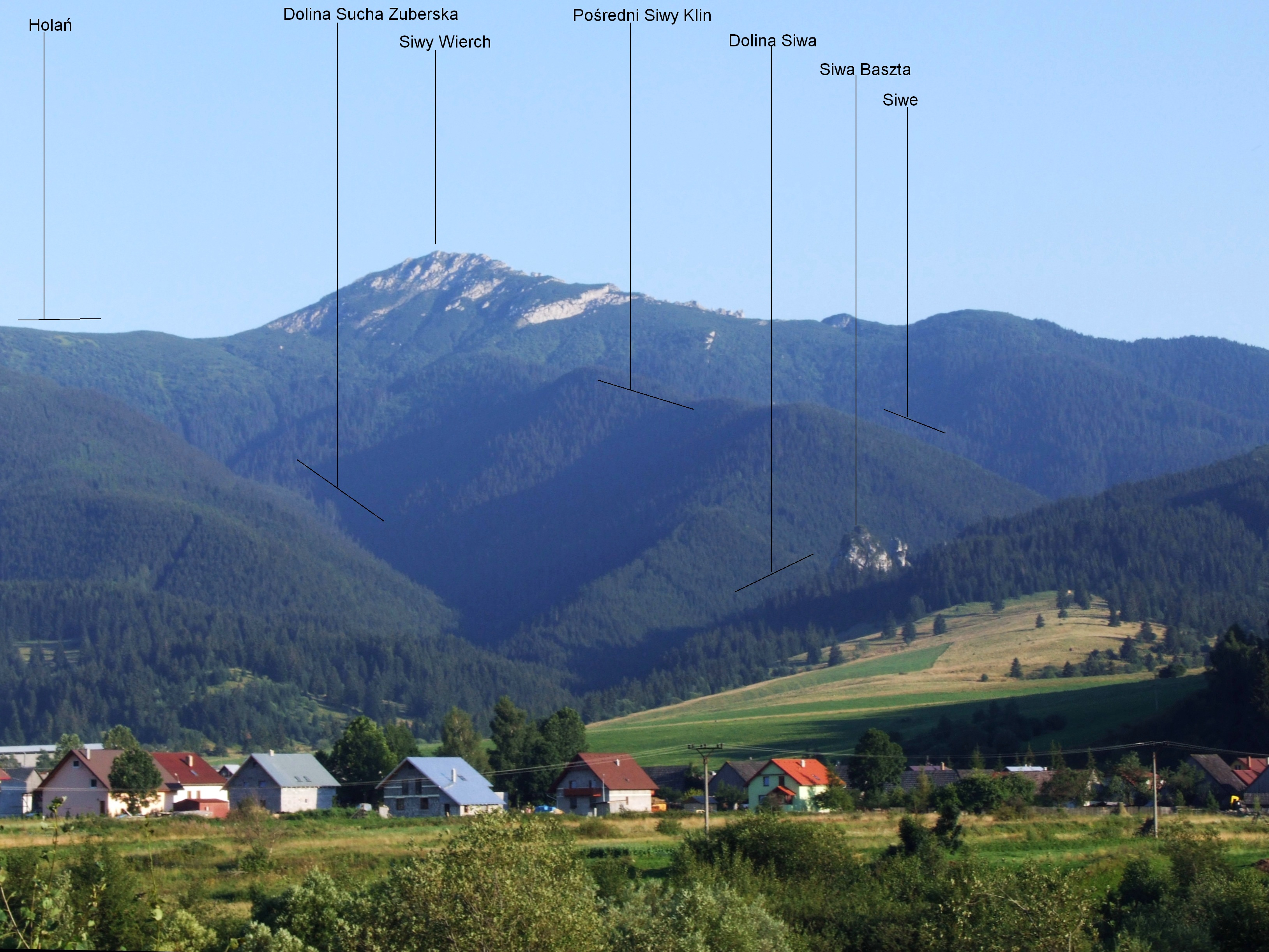
Widok od północnej strony

Dolina Siwa lub Dolina Siwego Potoku (słow. Sivá dolina) – uchodząca do Kotliny Zuberskiej dolina w słowackich Tatrach Zachodnich. Jest pierwszą od zachodniej strony doliną wcinającą się w północne stoki Tatr i podchodzącą pod grań Tatr Zachodnich.

## Topografia
Płytki i szeroki wylot doliny znajduje się w Zubercu na wysokości 825 m n.p.m. Dolina ma dwa orograficznie prawe odgałęzienia: Koziński Jar i Dolina Sucha Zuberska. Zachodnie zbocza właściwej Doliny Siwej (bez jej bocznych odnóg) tworzą: Kiczora Zuberska, ciągnący się od niej w górę grzbiet Preholin, wyżej przechodzący w Upłaziki (Upłazkową Grań). Od południowej strony dolina pochodzi pod główną grań Tatr Zachodnich na odcinku od Białej Skały po Rzędowe Skały. Od wschodu obramowanie doliny tworzy odchodzący od Rzędowych Skał w północno-zachodnim kierunku grzbiet Pośredni Siwy Klin (Czoło). Opadający z Siwej Kopy w grani głównej Mały Siwy Klin rozdziela najwyższą część Doliny Siwej na dwie odnogi; jedna podchodzi pod Białą Przełęcz, druga, tzw. Siwe (Sivé), pod Siwy Przechód i Rzędowe Skały.
Dnem doliny spływa Siwy Potok. Jego dopływami są spływające odnogami Doliny Siwej potoki: Suchy Potok Zuberski i Koziński Potok. W górnej części zabudowań Zuberca Siwy Potok łączy się z Przybyskim Potokiem, tworząc Zuberską Wodę.

## Opis doliny
Dolina ma długość ok. 2,5 km. Jej nazwa pochodzi najprawdopodobniej od Siwego Wierchu. Nie poprowadzono nią żadnego szlaku turystycznego. Dawniej dolina była wypasana, wydobywano też wapienie, które wypalano w pobliskim wapienniku. Na północnym odcinku Upłazkowej Grani i jej wschodnich stokach w 1974 r. utworzono obszar ochrony ścisłej Rezervácia Uplaziky, a w 1987 r. większa część doliny (powyżej granicy lasu) włączona została w obszar TANAP-u. Rosną tutaj rzadkie w Tatrach cisy, znaleziono też gniazdo orła. W obszarze parku dolina jest całkowicie zalesiona, ale na jej zboczach występują liczne skały wapienne, te na zboczach Upłazkowej Grani nazywają się Kamienne Mleko (Kamenné mlieko). Najbardziej na północ wysunięta turnia to Siwa Baszta.
Większa część doliny znajduje się w obrębie TANAP-u. Już poza obszarem TANAP-u, w dolnej części doliny, zwanej Pod Kosarzyska, znajdują się zabudowania dużej spółdzielni rolniczej.